# Anthomyza gracilis
Anthomyza gracilis es una especie de mosca del género Anthomyza, de la familia Anthomyzidae, orden Diptera.

## Distribución
Se distribuye desde el norte de España hasta Kamchatka, Rusia.

## Taxonomía
Fue descrita por Fallén en 1823 y publicada en Fallen, C.F. 1823. Agromyzides Sveciae. Berlingianis, Lundae.